# Joshua Tree (Kalifornia)
Joshua Tree – jednostka osadnicza w stanie Kalifornia, w hrabstwie San Bernardino. Liczba mieszkańców 7414 (2010).
Przylega do Parku Narodowego Joshua Tree.
W Joshua Tree urodził się Joshua Homme lider zespołu Queens of the Stone Age